# أندري كونونينكو
أندري كونونينكو (بالأوكرانية: Кононенко Андрій Вікторович)‏ هو مدرب كرة قدم ولاعب كرة قدم أوكراني في مركز الهجوم، ولد في 7 مارس 1974 في سومي في أوكرانيا. لعب مع FC Mayak Valky ‏.

## وصلات خارجية
- أندري كونونينكو على موقع اتحاد أوكرانيا (الإنجليزية)
- أندري كونونينكو على موقع قاعدة بيانات كرة القدم.إي يو (الإنجليزية)